# Jiří Paroubek
Jiří Paroubek (* 21. srpna 1952 Olomouc) je český politik, od listopadu 2011 do listopadu 2014 předseda strany LEV 21 – Národní socialisté, v letech 2006 až 2013 poslanec Parlamentu České republiky, bývalý premiér a předseda České strany sociálně demokratické, jejímž členem byl v letech 1989–2011. Od února 2024 je předsedou strany ČSSD – Česká suverenita sociální demokracie.
Po odstoupení Stanislava Grosse byl od 25. dubna 2005 do 16. srpna 2006 předsedou vlády České republiky. Od 13. května 2006 do 7. června 2010 zastával post předsedy České strany sociálně demokratické, na který rezignoval po parlamentních volbách 2010, kdy strana pokračovala v opozici.

## Studium
Narodil se v Olomouci v roce 1952, kde vyrůstal u svých prarodičů do šesti let, kdy se před nástupem na základní školu přestěhoval do Prahy za rodiči, kteří tam pracovali. Jeho otec Jiří Paroubek pracoval jako výrobní zástupce[zdroj?] v letňanské Avii. Matka Věra Paroubková byla vedoucí květinářství a květiny i aranžovala. Po absolvování základní školy v Ostrovní ulici nastoupil na Gymnázium Jana Nerudy. Po maturitě začal studovat Obchodní fakultu Vysoké školy ekonomické v Praze. Studium dokončil v roce 1976 s titulem inženýr.

## Předlistopadová kariéra
V letech 1976 až 1990 pracoval mimo jiné jako hlavní ekonom podniku Restaurace a jídelny v Praze 1. Ve svém oficiálním životopise k tomu uvádí, že působil ve vrcholných manažerských funkcích. V letech 1991 až 2003 podnikal.
Je veden v záznamech StB jako takzvaný kandidát tajné spolupráce pod krycím jménem Roko (jméno jeho papouška), podle nezávislé komise při Federálním ministerstvu vnitra však nebyl jejím vědomým spolupracovníkem.
V roce 1970 Paroubek vstoupil do Československé strany socialistické, která byla součástí Národní fronty. Zastával různé stranické funkce a v roce 1982 byl zvolen do Ústředního výboru ČSS. Ze strany vystoupil v roce 1986.

## Polistopadová kariéra
V listopadu 1989 vstoupil do Československé sociální demokracie a na jejím obnovovacím sjezdu v roce 1990 byl zvolen do funkce ústředního tajemníka. Mezi léty 1990–1996 byl členem ústředního výkonného výboru České strany sociálně demokratické, kterým se opět stal v lednu 2001. V roce 1993 neúspěšně kandidoval na předsedu strany, šéfem ČSSD se tehdy stal Miloš Zeman. Mezi roky 1993 a 1995 působil v regionálním výkonném výboru ČSSD v Praze, v letech 2001–2003 byl místopředsedou pražské stranické organizace ČSSD.
V listopadu 1998 byl v rámci opoziční smlouvy s ODS zvolen do funkce náměstka primátora hl. m. Prahy pro oblast finanční politiky.
Na podzim 2000 neúspěšně kandidoval do Senátu v Praze 8. V roce 2002 byl znovu zvolen zastupitelem Hlavního města Prahy, z dvanácti zastupitelů zvolených za ČSSD získal druhý nejnižší počet hlasů. V lednu 2005 neuspěl při volbě předsedy pražské organizace ČSSD.

## Vrcholný politik

### Sociální demokrat
V Grossově vládě od 4. srpna 2004 zastával post ministra pro místní rozvoj. Po demisi celé vlády sestavil novou vládu a byl 25. dubna 2005 jmenován jejím předsedou.
Na Paroubkův návrh vláda 24. srpna 2005 uznala zásluhy německých antifašistů a omluvila se jim za způsobená příkoří. Jako předseda vlády sehrál rozhodující úlohu při schvalování zákona o registrovaném partnerství na přelomu let 2005 a 2006. Během povodní v roce 2006 Paroubek kritizoval činnost šéfa Povodí Moravy, kterého následně ministr zemědělství Jan Mládek odvolal.
Na mimořádném předvolebním sjezdu ČSSD byl Jiří Paroubek 13. května 2006 zvolen předsedou strany. Po volbách, ve kterých se ČSSD umístila za ODS, podala celá vláda 16. srpna 2006 demisi, dočasně však vykonávala funkce až do jmenování nové vlády 4. září 2006.
Před parlamentními volbami v Česku v roce 2010 patřil Jiří Paroubek mezi čelní kandidáty na premiéra. Poté, co jeho kolegu, Bohuslava Sobotku na předvolebním shromážděním napadl opilý muž, Jiří Paroubek prohlásil, že přestává komunikovat s vybranými sdělovacími prostředky (Lidové noviny, Mladá fronta Dnes, Hospodářské noviny, Respekt a Reflex) které označil za pravicové a vyvolávající atmosféru nenávisti.

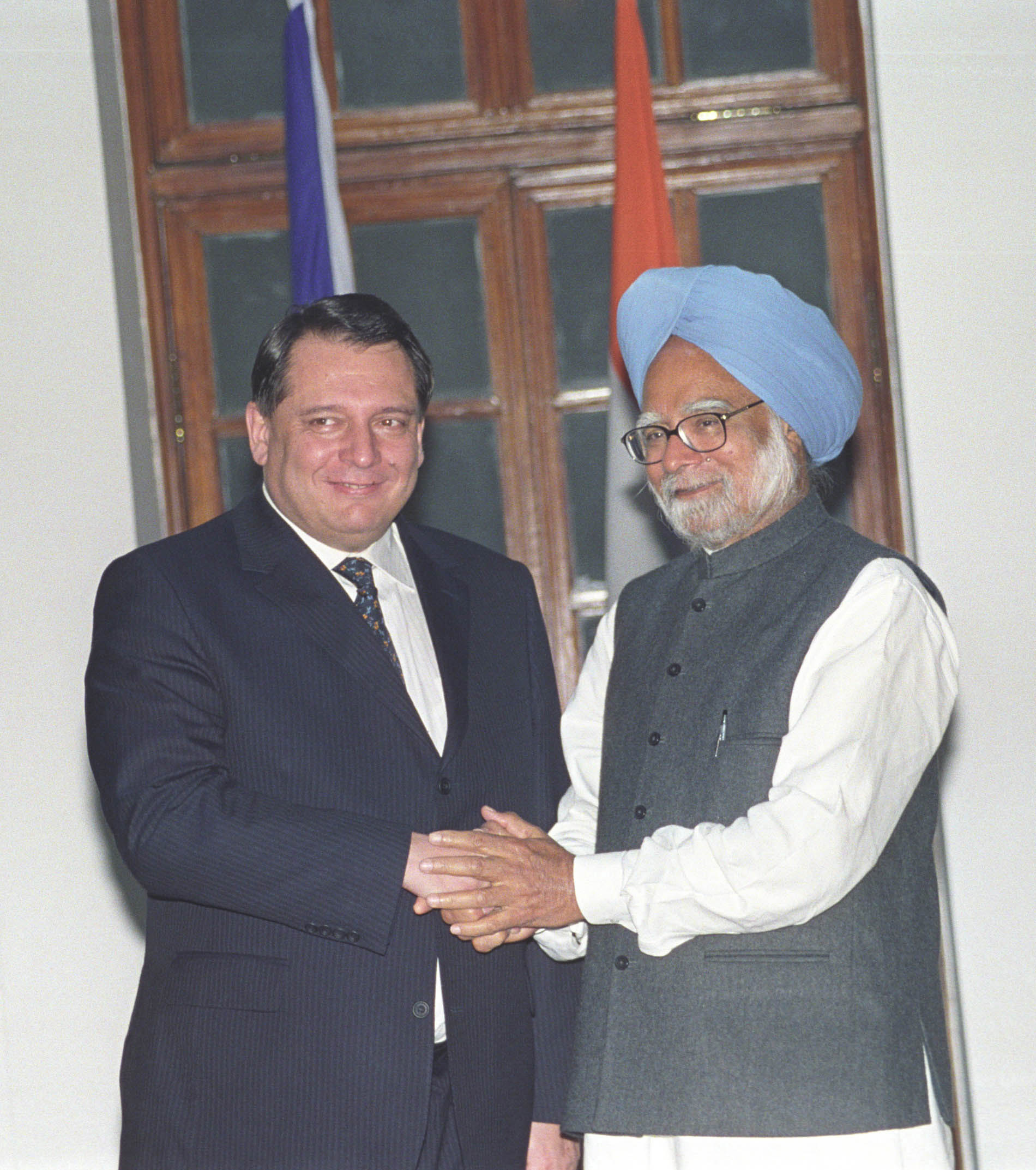
Paroubek s indickým premiérem Manmóhanem Singhem, rok 2006

Přestože ČSSD vyhrála v roce 2010 parlamentní volby, nebyla schopna sestavit vládu. Paroubek se rozhodl odstoupit z funkce předsedy ČSSD a do čela strany se postavil místopředseda Bohuslav Sobotka. Strana se pak rozpadla na několik frakcí,[zdroj⁠?!] z nichž některé odsuzovaly Paroubkovu práci, jiní Paroubka zase hájili (David Rath).
Paroubek později v rozhovoru doporučil Davidu Rathovi, aby v budoucnosti uvažoval o kandidatuře na předsedu strany. Jiří Paroubek v roce 2010 uvažoval o sepsání nejméně tří knih pamětí. První měla pojednávat o Paroubkově působení v zahraničí, druhá o ČSSD z jeho pohledu. Poslední vydanou knihou měly být celoživotní paměti.[zdroj?]

### Národní socialista
1. listopadu 2011 založil Jiří Paroubek novou politickou stranu s původním názvem Národní socialisté – Levice 21. století (později LEV 21 – Národní socialisté, zkratkou NÁR.SOC., později LEV 21), s cílem jejího sloučení do konce téhož měsíce s již existujícím subjektem Českou stranou národně socialistickou (ČSNS 2005). V den ustavujícího sjezdu nové strany Národní socialisté – levice 21. století 26. listopadu však Jiří Paroubek sloučení s ČSNS 2005 odmítl slovy: „Ale o slučování s jinou stranou neuvažujeme. Neproběhlo ani sloučení se stranou ČSNS 2005, jen někteří její členové přišli k nám.“ Na tomto ustavujícím sjezdu byl zvolen předsedou. Při volbě, které se zúčastnil jako jediný kandidát, obdržel 233 hlasů, dva se zdrželi a nikdo nebyl proti. Následně jmenoval místopředsedy strany na základě vlastního rozhodnutí.
Ve volbách do Evropského parlamentu v roce 2014 kandidoval jako lídr strany LEV 21 – Národní socialisté, ale neuspěl (LEV 21 získal pouze 0,46 % hlasů a do EP se nedostal).
Ke dni 30. listopadu 2014 rezignoval na post předsedy strany LEV 21 – Národní socialisté. Odůvodnil to tím, že se rozhodl odejít z politiky, aby se mohl věnovat své rodině, podnikatelským činnostem, akademické činnosti a dalším veřejně-prospěšným činnostem. V roce 2016 ze strany vystoupil.

### Opět sociální demokrat
Po jeho rezignaci na předsedu LEV 21 se začalo spekulovat o možném návratu do ČSSD. V úvahu připadaly buňky v Liberci, Velké Chuchli či na Praze-západ. V polovině roku 2017 se skutečně rozhodl vrátit zpět do ČSSD, protože byla podle jeho slov v mimořádně složité situaci a chtěl jí poskytnout morální pomoc. Vyplnil přihlášku v Cerhenicích na Kolínsku, organizace jeho vstup měla schválit 26. června 2017. Volební lídr strany Lubomír Zaorálek však 18. června uvedl, že by Paroubkovo členství musely schválit stranické orgány Prahy 5, kde byl členem ČSSD před svým odchodem, a to konkrétně místní organizace, okresní výkonný výbor i krajský výkonný výbor. On i bývalý předseda Bohuslav Sobotka se vyjádřili proti Paroubkovu přijetí zpět. Pražský krajský výbor strany 19. června přijetí Paroubka zamítl.
Ve volbách do Senátu PČR v roce 2018 kandidoval v obvodu č. 71 – Ostrava-město. Původně chtěl kandidovat za ČSSD, ale jeho kandidaturu neschválilo předsednictvo strany. Ostravská ČSSD však sesbírala dostatek podpisů od občanů a kandidoval tak jako nezávislý. Se ziskem 6,90 % hlasů skončil na 7. místě.
V únoru 2023 oznámil založení spolku Nespokojení, který měl dle jeho slov dát základ novému levicovému hnutí, které chtěl založit v průběhu roku. V prosinci téhož roku však oznámil, že plánuje vstoupit do strany ČSSD – Česká suverenita sociální demokracie (dříve Suverenita – Blok Jany Bobošíkové, Česká Suverenita a Volný blok), která od června 2023, kdy Česká strana sociálně demokratická změnila svůj název na Sociální demokracie (zkratka SOCDEM), používá zkratku ČSSD, a jejíž předsedkyní tehdy byla bývalá poslankyně Jana Volfová. V únoru 2024 se stal členem této strany a byl nominován na jejího nového předsedu. Tím se stal na sjezdu strany ještě v témže měsíci. Stranu pod jeho vedením podpořil bývalý prezident Miloš Zeman, který její členy označil za dědice kdysi velké strany.
Ve volbách do Evropského parlamentu v červnu 2024 vedl z pozice člena strany ČSSD jako lídr kandidátku uskupení „ČSSD – Česká suverenita sociální demokracie“ (tj. ČSSD, DOMOV a hnutí Směr). Uskupení však získalo pouze 0,25 % hlasů a zvolen tak nebyl. Ve sněmovních volbách v roce 2025 je lídrem kandidátní listiny ČSSD (Česká suverenita sociální demokracie) v Praze.

## Rodina

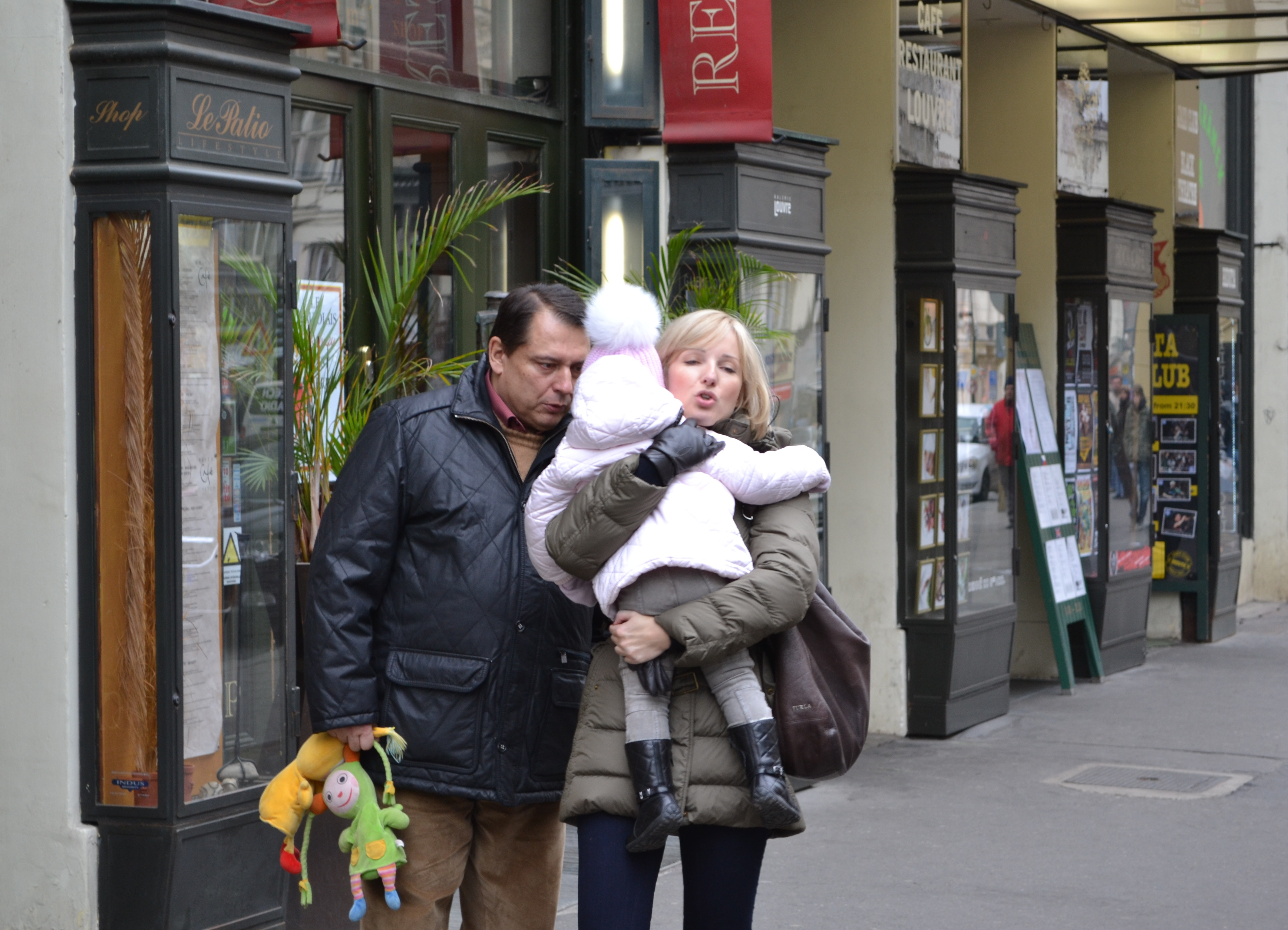
Jiří Paroubek s manželkou Petrou a dcerou Margaritou (2011)

Jiří Paroubek byl mezi lety 1979–2007 ženatý se Zuzanou Paroubkovou, rozenou Zajíčkovou, překladatelkou a učitelkou francouzštiny. Rozvedeni byli dne 13. září 2007. Mají spolu syna Jiřího, narozeného v roce 1984.
Dne 17. listopadu 2007 se Paroubek oženil s tlumočnicí Petrou Kováčovou (po svatbě přijala příjmení Paroubková), s níž navázal vztah již během trvání svého manželství se Zuzanou Paroubkovou, ale údajně až poté, co manželce oznámil přání se rozvést. V roce 2009 se jim narodila dcera Margarita. V únoru 2017 však Paroubka jeho druhá manželka opustila a v průběhu roku 2017 začalo rozvodové řízení, které bylo dokončeno v listopadu 2021.
Jeho novou přítelkyní se již v roce 2017 stala bývalá poslankyně za Českou stranu sociálně demokratickou Gabriela Kalábková. V září 2023 se s ní po šesti a půl letech vztahu oženil.

## Obchodní, řídící a správní aktivity
Podle výpisu z obchodního rejstříku:
- od ledna 1987 (vymazáno v červnu 2006) zástupce ředitele Restaurace a jídelny v Praze 5 n.p.
- od července 1995 do května 1998 člen představenstva, od ledna 1999 člen a od června 2003 do listopadu 2004 předseda dozorčí rady Kongresové centrum Praha
- od listopadu 1995 do listopadu 2004 společník Megaplay s.r.o. se sídlem v Praze
- od srpna 1997 do dubna 2005 člen dozorčí rady Dopravní podnik hl. m. Prahy a.s.
- od ledna 1999 do dubna 2001 předseda dozorčí rady První městská banka, a.s. se sídlem v Praze. Dříve působila pod názvem Royal banka CS, nyní PPF banka, a. s. Funkci převzal po Janu Koukalovi
- od prosince 2003 do prosince 2006 člen správní rady Vysoká škola finanční a správní o.p.s. se sídlem v Praze, předsedou správní rady byl v té době Antonín Koláček
- od prosince 2001 člen správní rady Husitské centrum o.p.s. se sídlem v Praze
- od března 2004 člen dozorčí rady Czech - Australian Group o.p.s. (CZECH – PACIFIC AGENCY o.p.s. v likvidaci) se sídlem v Praze
- od prosince 2004 (vymazáno v srpnu 2006) předseda správní rady Horská služba ČR o.p.s. se sídlem ve Špindlerově Mlýně

## Další aktivity
Paroubek je předsedou Společnosti Willyho Brandta a Bruna Kreiskyho a bývalým vydavatelem a předsedou redakční rady časopisu Trend. Publikoval desítky vlastních článků v českých i zahraničních periodikách. Byl též iniciátorem názorového webu Vaše věc, který byl spuštěn na podzim 2010.
Jiří Paroubek se věnuje i psaní knih. V dubnu 2007 byla vydána autobiografická kniha Minuty s Jiřím Paroubkem. V říjnu 2008 mu vyšla kniha Česko, Evropa a svět očima sociálního demokrata, v roce 2011 další kniha Ve službě republice.
Paroubek též navrhl zákon, který by navrátil policii na fotbalová hřiště, v reakci na výtržnosti, které se staly při zápase Baníku Ostrava a Brna.

## Kritika a aféry

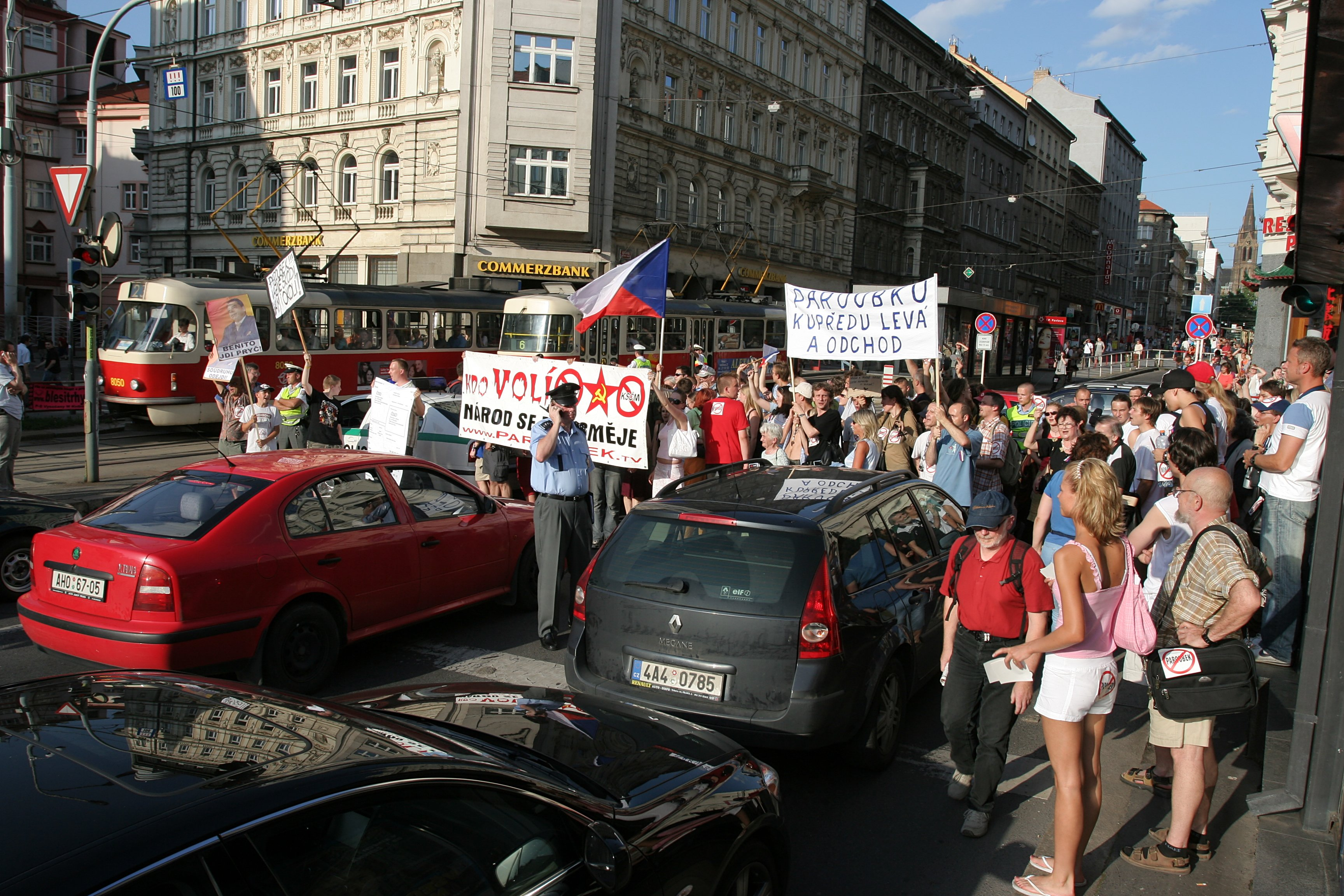
Demonstrace za odstoupení Jiřího Paroubka z funkce premiéra dne 20. června 2006. Její účastníci zablokovali pražskou křižovatku I. P. Pavlova

Částí veřejnosti je považován za populistu a byl kritizován za sbližování s KSČM.
Politickými protivníky bývá obviňován z afér kolem prodělku První městské banky, zavádění zabezpečovače Matra do pražského metra a zakázek po povodních. Dále za nákup 72 milionů eur pro město Praha a zakázku na výstavbu skleníku Fata Morgána v pražské botanické zahradě v Troji. Kritici poukazovali i na rostoucí zadlužení hl. m. Prahy. Politický karikaturista Štěpán Mareš vypověděl v roce 2010 v rozhovoru pro deník Metro mimo jiné i to, že někteří politici usilovali o to, aby vedení Reflexu Mareše propustilo, a že několikrát se o to snažil právě Paroubek.

### Zákrok policie na CzechTek 2005
Paroubek byl také obviňován, že festival CzechTek 2005 byl násilně rozehnán policií na jeho politickou objednávku. Paroubek údajně nařídil ministrovi vnitra Bublanovi prošetření incidentu,[zdroj?] po prošetření však žádný policista nebyl obviněn, pouze dvěma účastníkům bylo za policejní zákrok přiznáno odškodné a omluva (definitivní soudní rozhodnutí padlo až v roce 2010).

### Článek z bulletinu ČSS
V dubnu 2006 byl v médiích zveřejněn článek z bulletinu ČSS Socialistický směr z roku 1978 se záznamem stranické besedy o únoru 1948, jíž se Paroubek účastnil a ideologickými frázemi chválil „likvidaci pozic exponentů buržoazie v politickém životě republiky“ ap. Za výrok se Paroubek neomluvil, tvrdí, že text nebyl autorizován a novináři ho zkreslují.

### Kubiceho zpráva
Týden před volbami v roce 2006 šéf Útvaru pro odhalování organizovaného zločinu Jan Kubice obvinil ministra vnitra, policejní prezidium a Jiřího Paroubka, že se pokouší ovlivnit a omezit vyšetřování závažných případů, které dokazují prorůstání organizovaného zločinu do nejvyšších míst státní správy. V jeho zprávě, která unikla na veřejnost, bylo také citováno tvrzení, že Paroubek pohlavně zneužíval nezletilou dívku, dceru podnikatele Bohumíra Ďurička, což oba naprosto popřeli a na Kubiceho podal Paroubek trestní oznámení pro pomluvu. Rok od zveřejnění tzv. Kubiceho zprávy se obvinění ohledně ovlivňování nepotvrdila, stejně jako i obsah této zprávy.
Po volbách do Poslanecké sněmovny 3. června 2006 večer Paroubek obvinil ODS a některá média z neférově vedené volební kampaně a prohlásil, že demokracie utrpěla tvrdý zásah srovnatelný snad jen s únorem 1948. Také prohlásil, že Česká strana sociálně demokratická hodlá přezkoumat možnost podat žalobu k Nejvyššímu správnímu soudu na neplatnost voleb. Toto prohlášení zvedlo vlnu odporu, sám Paroubek ho do jisté míry odvolal a později se za něj omluvil. Povolební projev Jiřího Paroubka také podnítil protikomunistického aktivistu Jana Šinágla k sepsání petice požadující odstoupení Jiřího Paroubka z politických funkcí. Pod peticí během prvních pěti dní přibylo přes 62 tisíc podpisů.

### Kontroverze kolem televizních pořadů
V říjnu 2005 J. Paroubek obvinil TV Nova ze „skandálního pokusu o manipulaci s veřejným míněním“. Vyšlo přitom najevo, že ČSSD sama organizuje své členy, aby se během diskusních pořadů účastnili SMS hlasování.
Paroubek také inicioval stížnost šéfa úřadu vlády Ivana Přikryla na pořad Bez obalu, hanlivě se zmiňoval také o pořadu Budování státu; v souvislosti s tím navrhoval také zpřísnit český tiskový zákon podle rakouského vzoru. Oba zmíněné pořady z vysílání České televize brzy poté zmizely, ČT však tvrdí, že to nebylo v důsledku Paroubkova tlaku. Moderátor Aleš Cibulka byl v květnu 2006 odvolán z moderování pořadu Host do domu poté, co v něm Yvonne Přenosilová označila chování Jiřího Paroubka za podobné stylu Mussoliniho a Stranu zelených za impotentní stranu. Moderátor David Borek byl v srpnu 2006 odvolán z moderování pořadu Události, komentáře České televize poté, co podle vyjádření vedoucího zpravodajství Zdeňka Šámala nezvládl rozhovor s Paroubkem.

### Nepravdivé čestné prohlášení
V roce 2005 během sporů o střet zájmů a povinnost rezignovat na jiné funkce při jmenování Davida Ratha ministrem zdravotnictví prezident Václav Klaus Paroubka obvinil, že ho před tím, než byl jmenován ministrem pro místní rozvoj, vědomě uvedl v omyl tím, že v písemném čestném prohlášení tvrdil, že k datu svého jmenování nevykonává žádnou činnost nebo funkci, která by byla v rozporu se zákonem o střetu zájmů.
Paroubek reagoval citací zákona o střetu zájmů, který stanoví, že člen vlády se musí vzdát vyjmenovaných činností v nejbližší době od chvíle, kdy byl do funkce jmenován. Paroubek uvedl: „V paragrafu pět odstavci dvě tohoto zákona se stanoví, že člen vlády předkládá čestné prohlášení o tom, že není v rozporu se zákonem, 'do 30 dnů od zahájení výkonu veřejné funkce'.“

### Časopis Trend
23. října 2007 informoval internetový deník iDnes o neprůhledném financování časopisu Trend, jehož vydávání Paroubek řídil z pozice předsedy redakční rady. Podle první odpovědi Paroubka bylo hrazeno vydávání časopisu z inzerce, nicméně podle iDnes v naprosté většině vydaných čísel žádná inzerce nebyla. Paroubek zveřejnil část údajů o financování časopisu o týden později, kdy na svém blogu zveřejnil údaje o inzerentech a sponzorech za léta 2006 a 2007.

### Vražda Václava Kočky
Dne 9. října 2008 se konal křest Paroubkovy knihy Česko, Evropa a svět očima sociálního demokrata v pražské restauraci Monarch. Hodinu po skončení akce došlo mezi pozvanými hosty k incidentu mezi podnikatelem Bohumírem Ďuričkem a synem provozovatele Matějské pouti Václavem Kočkou ml. Výsledkem incidentu byla střelba a smrt druhého jmenovaného. Ďuričko byl odsouzen na 12,5 roku vězení. Jiří Paroubek se následně od incidentu distancoval a prohlásil, že Bohumíra Ďurička vlastně nezná a na svůj křest knihy ho nezval. O známosti Paroubka s Ďuričkem se však v médiích psalo už v roce 2005, kdy s ním měl Paroubek strávit dovolenou; zrušil ji však poté, co se v médiích objevily zprávy, že Ďuričko byl agentem StB.

### Protesty proti Jiřímu Paroubkovi a ČSSD v eurovolbách 2009

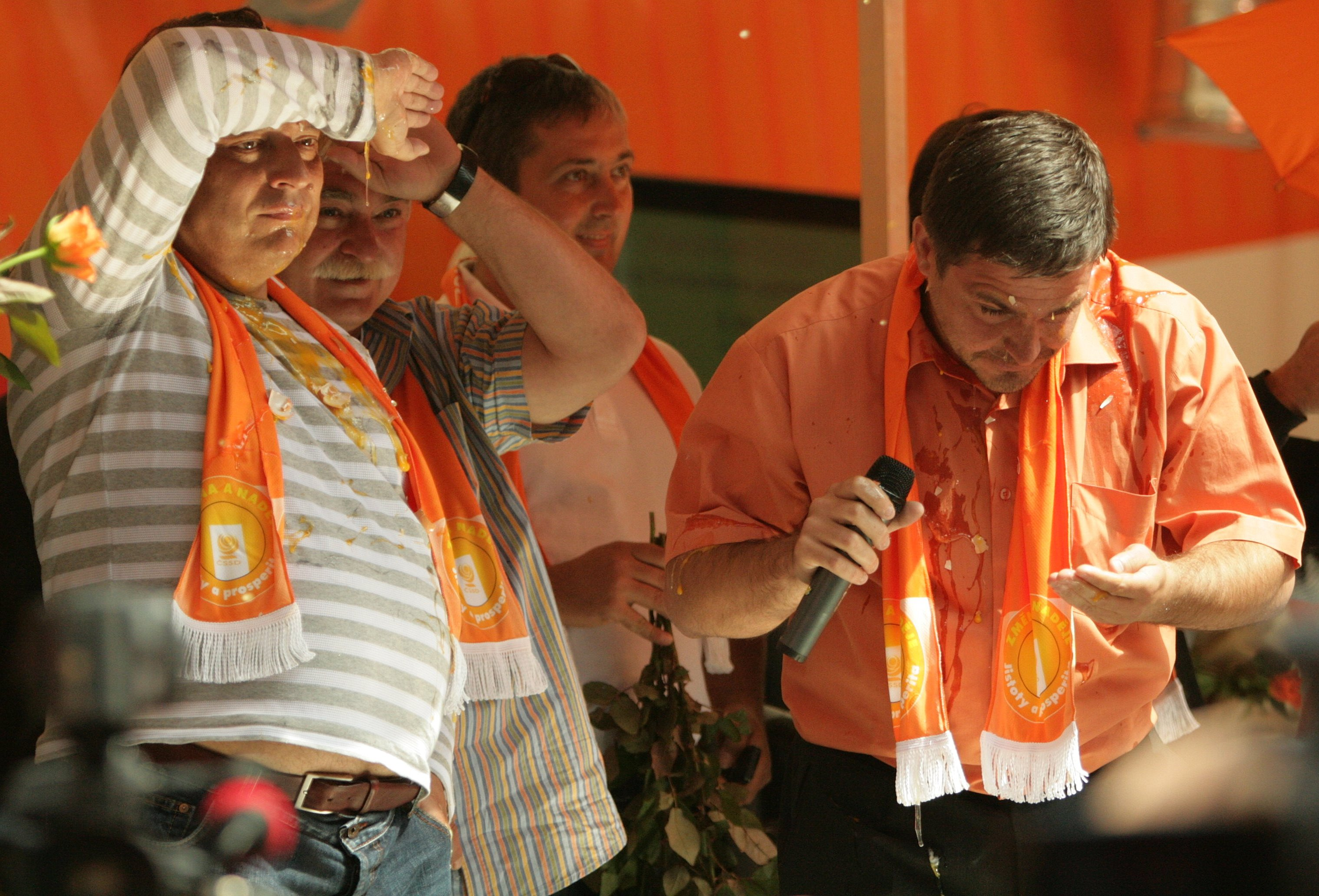
Vajíčkový útok na Jiřího Paroubka

Během kampaně před volbami do Evropského parlamentu v roce 2009 se proti Jiřímu Paroubkovi a ČSSD zdvihly veřejné protesty, jejichž podstatnou součástí bylo vrhání vajec na pódia během předvolebních mítinků. Útoky vygradovaly v Praze 27. května, kde se na Andělu setkaly desítky odpůrců politiky Jiřího Paroubka a zasypaly předsednictvo ČSSD stovkami vajíček. ČSSD z tohoto útoku obvinila ODS, ta to popřela a označila akci jako řízenou provokaci Lidového domu.